# Ashley Miller
Ashley Miller (Houston) is een Amerikaans professioneel worstelaarster die actief was in de WWE als Audrey Marie op NXT Wrestling.

## Professioneel worstelcarrière
Op 9 juni 2011 maakte Miller, onder de ringnaam Audrey Marie, haar Florida Championship Wrestlingdebuut in een tag team match met Sonia. Ze werden verslagen door AJ Lee en Aksana. Op 1 september 2011 won ze het FCW Divas Championship door Aksana te verslaan. Door deze titeloverwinning won ze voor het eerst in haar jonge carrière een kampioenschap en tevens de eerste FCW-titel. In de FCW-aflevering van 22 januari 2011 moest ze de titel afstaan aan Raquel Diaz die de titel vs. titel match won. In de aflevering van 1 augustus 2012 maakte Marie haar NXT-debuut en verloor van Diaz. Op 17 mei 2013 werd haar contract met de WWE niet verlengd.

## In het worstelen
- Finishers
  - The Round Up
  - Swinging side slam

- Signature moves
  - Roll-up while bridging
  - Sunset flip
  - Schoolgirl
  - Legdrop

- Worstelaars gemanaged
  - Sonia

- Entree thema's
  - "Toyota 2" van Hollywood Music (FCW)

## Prestaties
- Florida Championship Wrestling
  - FCW Divas Championship